# 斯科特环形山
斯科特环形山（Scott）是位于月球正面南极的一座大撞击坑，约形成于45.5-39.2亿年前的前酒海纪，其名称取自十九世纪英国极地探险家罗伯特·法尔肯·斯科特(1868年-1912年)，1964年被国际天文学联合会批准接受。

## 描述

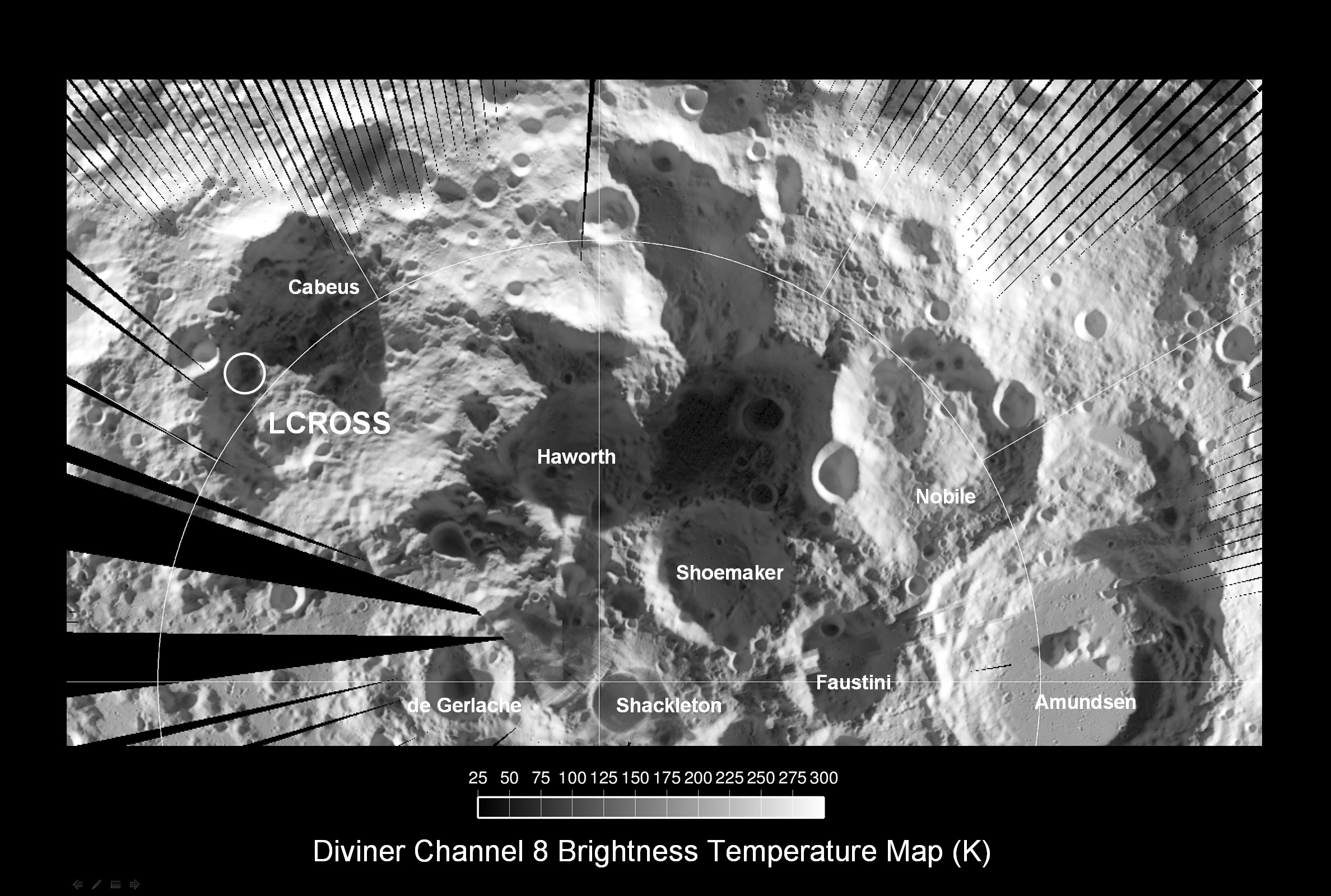
根据月球勘测轨道飞行器红外线辐射计所测量的热辐射数据构建的斯科特环形山(位于图外右上方，不显示在图中)周边月表可视化图

该陨坑位于东南方大小类似的阿蒙森环形山和西北方顺拜贝格环形山之间，东北偏北靠近泽莫纳克斯环形山、东侧毗邻冯·拜耳陨石坑和斯韦德贝里陨石坑、诺毕尔环形山位于它的南面、西南则横亘了马拉柏特环形山。该陨坑中心月面坐标为82°21′S 48°31′E / 82.35°S 48.52°E，直径107.8公里，深度2.88公里。
斯科特环形山外观大致圆形，坑壁已被严重侵蚀和磨损。沿西侧和西北外壁覆盖了数座大小不同撞击坑，其中最突出的是卫星坑"斯科特 E"，而小陨坑瓦波夫斯基则坐落在它的东南侧内壁上。该环形山坑壁平均高出周边地形1500米，内部容积约10600公里3。坑底地形南端粗糙崎岖，往北则逐惭平坦，地表上散布有一些细小的陨坑。斯科特环形山北部坑底几乎永久笼罩在黑暗中，到目前尚未有详细的测绘图。
斯科特环形山的名称形象地反映了它同阿蒙森环形山及月球南极三者间的位置关系，涉及十九世纪二位南极探险家：罗尔德·阿蒙森和罗伯特·法尔肯·斯科特之间比赛谁先第一个到达地球南极的故事。

## 卫星陨石坑
按惯例，最靠近斯科特环形山的卫星坑在月图上以字母标注在该坑中心点的旁边。
| 斯科特 | 纬度    | 经度    | 直径    |
| ------ | ------- | ------- | ------- |
| E      | 81.1° S | 35.5° E | 28 公里 |
| M      | 84.3° S | 39.7° E | 16 公里 |

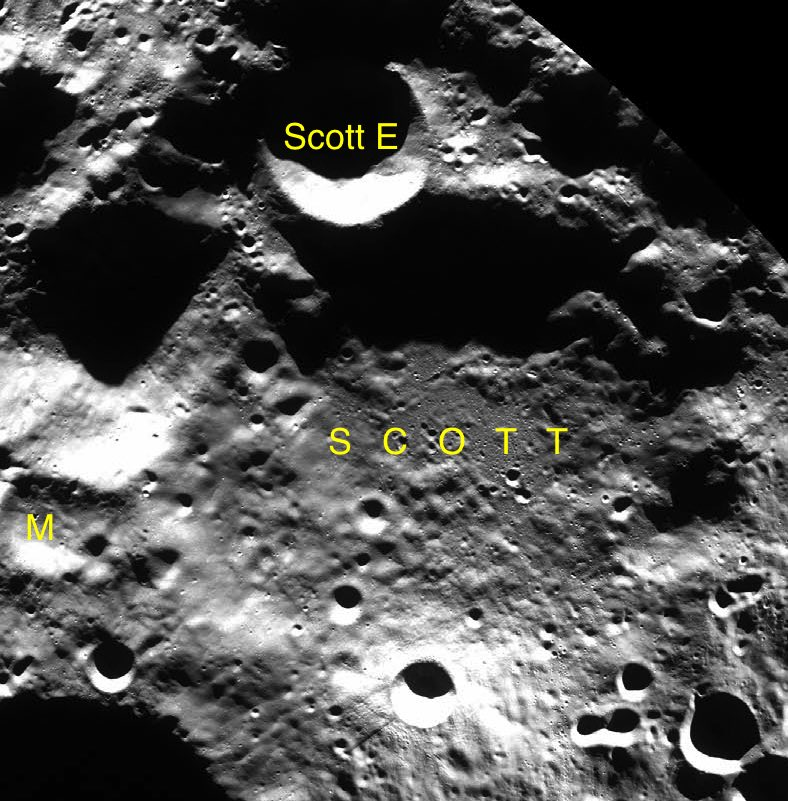
LAC-144 区域图，面向西北方。

- 1994年卫星坑"斯科特 A"被国际天文学联合会更名为诺毕尔环形山。

## 另请参阅
- Andersson, L. E.; Whitaker, E. A. . NASA RP-1097. 1982.
- Blue, Jennifer. . USGS. July 25, 2007  [2007-08-05]. （原始内容存档于2018-12-25）.
- Bussey, B.; Spudis, P. . New York: Cambridge University Press. 2004. ISBN 978-0-521-81528-4.
- Cocks, Elijah E.; Cocks, Josiah C. . Tudor Publishers. 1995. ISBN 978-0-936389-27-1.
- McDowell, Jonathan. . Jonathan's Space Report. July 15, 2007  [2007-10-24]. （原始内容存档于2018-12-25）.
- Menzel, D. H.; Minnaert, M.; Levin, B.; Dollfus, A.; Bell, B. . Space Science Reviews. 1971, 12 (2): 136–186. Bibcode:1971SSRv...12..136M. doi:10.1007/BF00171763.
- Moore, Patrick. . Sterling Publishing Co. 2001. ISBN 978-0-304-35469-6.
- Price, Fred W. . Cambridge University Press. 1988. ISBN 978-0-521-33500-3.
- Rükl, Antonín. . Kalmbach Books. 1990. ISBN 978-0-913135-17-4.
- Webb, Rev. T. W.  6th revised. Dover. 1962. ISBN 978-0-486-20917-3.
- Whitaker, Ewen A. . Cambridge University Press. 1999. ISBN 978-0-521-62248-6.
- Wlasuk, Peter T. . Springer. 2000. ISBN 978-1-85233-193-1.